# Линдстрём, Адольф Хенрик
Адольф Хенрик Линдстрём (норв. Adolf Henrik Lindstrøm; 17 мая 1866, Хаммерфест, Шведско-норвежское королевство) — 21 сентября 1939, Осло, Норвегия) — норвежский полярный путешественник, кок и провиантмейстер в экспедиции Отто Свердрупа (1898—1902) и двух экспедициях в Арктику и Антарктику Руала Амундсена (1903—1906 и 1910—1912). Кавалер ордена св. Олафа 2-й степени, Золотой медали «За службу королю», почётных медалей «Фрама» и Южного полюса. Всего принял участие в пяти полярных экспедициях.

## Биография
Судовым поваром служил с 15-летнего возраста. Полярными исследованиями заинтересовался, когда был нанят временным коком, во время перехода «Фрама» из Тромсё в Осло в 1896 году. Нансен рекомендовал его в экспедицию 1898—1902 годов. Уже через полгода после возвращения из Арктики, он нанялся в команду Амундсена на «Йоа». Между 1906 и 1910 годами служил коком и кочегаром в ВМС США (на Тихоокеанском побережье).
В дневниках членов перечисленных экспедиций описывался как весёлый неунывающий человек, страстный любитель охоты и собирания зооботанических коллекций. Принимая участие в продолжительных экспедициях, не любил покидать экспедиционной базы. Обладая чрезвычайно устойчивым характером и чувством юмора, немало способствовал здоровой психологической обстановке во время зимовок. Амундсен утверждал (запись в дневнике от 5 мая 1911 года), что Линдстрём сделал для успеха его экспедиций больше, чем какой-либо другой их участник. (Тем не менее, он не получил премии, полагавшейся участникам покорения Южного полюса). В то же время Линдстрём негативно относился к эскимосам — коренным жителям Арктики, и отрицал всякую благотворность их опыта в полярных исследованиях. Об этом также писал Амундсен в книге «Северо-западный проход».
Помимо перечисленных экспедиций, в 1914—1916 годах участвовал в двух походах в Российском секторе Арктики: в экспедиции Свердрупа и в походе Лида к устью Енисея, в котором было необходимо заложить продовольственные склады для будущей арктической экспедиции Амундсена. Не принял участия в экспедиции на «Мод» из-за тяжёлой болезни. Правительство назначило ему пенсию в 2000 долларов.
Оставил имя в истории кулинарии, изобретя biff à la Lindström (говяжьи котлеты с каперсами, маринованными огурцами и свёклой), которые вошли в меню всех судовых кухонь Северной Европы в начале XX века.